# Palatinat-Deux-Ponts
1459–1801
Entités précédentes :
- Palatinat-Simmern-Deux-Ponts

Entités suivantes :
- République française

Le duché de Palatinat-Deux-Ponts (en allemand : Herzogtum Pfalz-Zweibrücken), également nommé comté palatin de Deux-Ponts (Pfalzgrafschaft Zweibrücken), est un ancien État du Saint-Empire romain germanique créé par la fusion d'une moitié du territoire de Palatinat-Simmern-Deux-Ponts, contrôlé par une branche cadette des comtes palatins du Rhin issus de la maison de Wittelsbach, avec le comté de Veldenz en 1459.
Cette principauté, dont les limites ont souvent varié, se composait de la ville de Deux-Ponts (Zweibrücken) et de celles d'Annweiler, de Berg-Zabern avec leurs environs et de bailliages alsaciens (demeurés bipontins mais sous souveraineté française après la politique des Réunions) jusqu'en 1789 (bailliages de Bischwiller, de Seltz, de Cleebourg et de la Petite-Pierre) ; plus tard, en 1559, elle s'accrut d'une parie du comté de Sponheim.

## Histoire

### Du comté de Deux-Ponts au duché de Palatinat-Deux-Ponts
L'ancien comté de Deux-Ponts fut créé en 1182 par partage successoral du comté de Sarrebruck, vassal de l'évêché de Metz. Au XIIIe siècle, ce comté fut divisé entre les frères Eberhard Ier et Walram Ier ; le premier forma le comté de Deux-Ponts-Bitche en 1286. L'arrière petit-fils de Walram, le comte Eberhard II de Deux-Ponts, mourut en 1394 sans héritier. En rupture de ban avec sa famille, il légua ses terres aux comtes palatins du Rhin issus de la maison de Wittelsbach, qui étendirent ainsi pour la première fois leurs possessions jusqu’au Palatinat occidental, donnant naissance au duché de Palatinat-Deux-Ponts.

### Les Wittelsbach
En 1394, à la mort d'Eberhard II, le comté passa d'abord à Robert II (mort en 1398), prince-électeur et comte palatin du Rhin issu de la dynastie des Wittelsbach, puis à son fils Robert III, électeur palatin élu roi des Romains en 1400. Après la mort de Robert III en 1410, ses terres fut partagées entre ses quatre fils et Étienne de Bavière, fils cadet, hérita du domaine de Palatinat-Simmern-Deux-Ponts. 
Étienne est marié à Anne, fille de Frédéric III, dernier comte de Veldenz. Lorsque son beau-père est mort, en 1444, il a réglé la succession de ses deux fils Frédéric Ier et Louis Ier. En 1453, il a partagé ses terres entre ses deux fils : l'aîné, Frédéric, devint comte palatin et duc de Palatinat-Simmern et comte de Sponheim ; le cadet, Louis, fut le premier à être reconnu comme comte palatin et duc de Palatinat-Deux-Ponts et comte de Veldenz, le fondateur de la branche de Palatinat-Deux Ponts.
Louis Ier se battait contre les électeurs palatins ; il a perdu beaucoup de domaines et a dû transférer sa résidence de Meisenheim à Deux-Ponts en 1477. Lorsqu'il mourut en 1489, ses descendants donnèrent naissance à plusieurs branches, dont les plus importantes sont celles de Deux-Ponts, dont sont issues les lignées de Neubourg, Birkenfeld/Birkenfeld (de), Veldenz, Cleebourg et Soulzbach. La branche aînée de Deux-Ponts s'éteignit au XVIe siècle, après avoir donné quatre électeurs palatins.

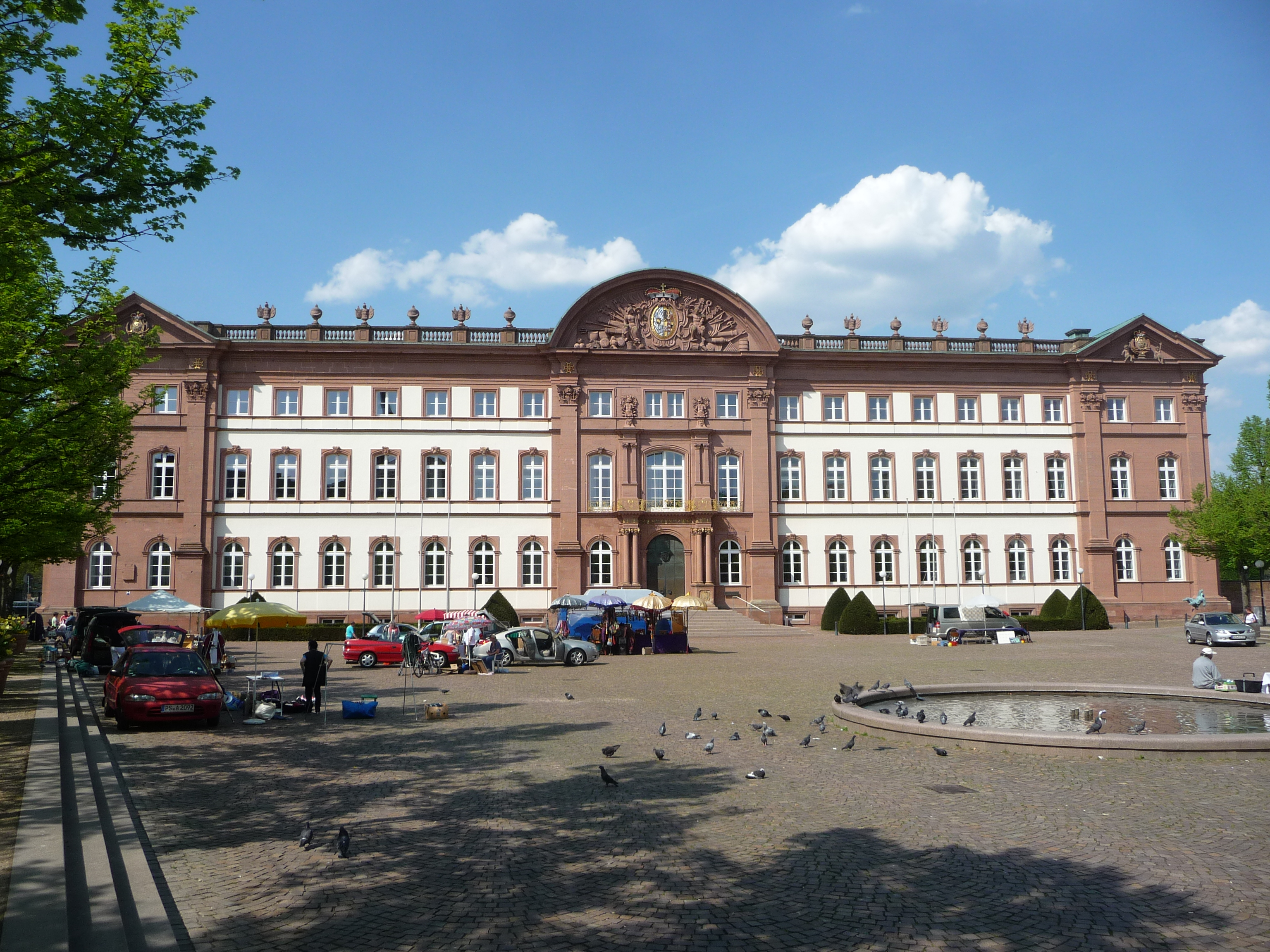
Château de Deux-Ponts.

La branche de Palatinat-Cleebourg donna quatre souverains à la Suède : Charles X, Charles XI, Charles XII et Ulrique-Éléonore. De 1681 jusqu'à 1718, l'empire suédois et le Palatinat-Deux-Ponts ont été gouvernés en union personnelle, Charles XII de Suède étant mort sans descendance mâle en 1718, le comté palatin de Deux-Ponts passa à son cousin Gustave-Samuel-Léopold puis, en 1734, à Christian III de la branche de Birkenfeld (de), suivi par son fils Christian IV. 
À la mort du duc Christian IV en 1775, son neveu Charles II Auguste assura la succession. En 1793, pendant la guerre de la Première Coalition, il a dû fuir les assauts des forces de la République française. Il est mort en exil au château de Mannheim en 1795 et son frère cadet Maximilien lui succède. Étant donné que Charles Théodore de Palatinat-Sulzbach, électeur palatin depuis 1742 et électeur de Bavière depuis 1777, n'a jamais eu d'enfants légitimes, la lignée de Palatinat-Birkenfeld devrait unir tous les territoires des Wittelsbach sous son règne. Après la mort de Charles Théodore en 1799, Maximilien devient électeur de Bavière et du Palatinat, tandis que son cousin Guillaume de Birkenfeld-Gelnhausen et ses descendants portaient le titre de « duc en Bavière ».
Occupée par les Français, le territoire du Palatinat-Deux-Ponts faisait partie de la République cisrhénane créée en 1797. Incorporé dans le département de Mont-Tonnerre, l'ancien duché est annexée par la France en 1801, en application du traité de Lunéville. 

### Les terres du duché de Deux-Ponts en Lorraine et en Alsace

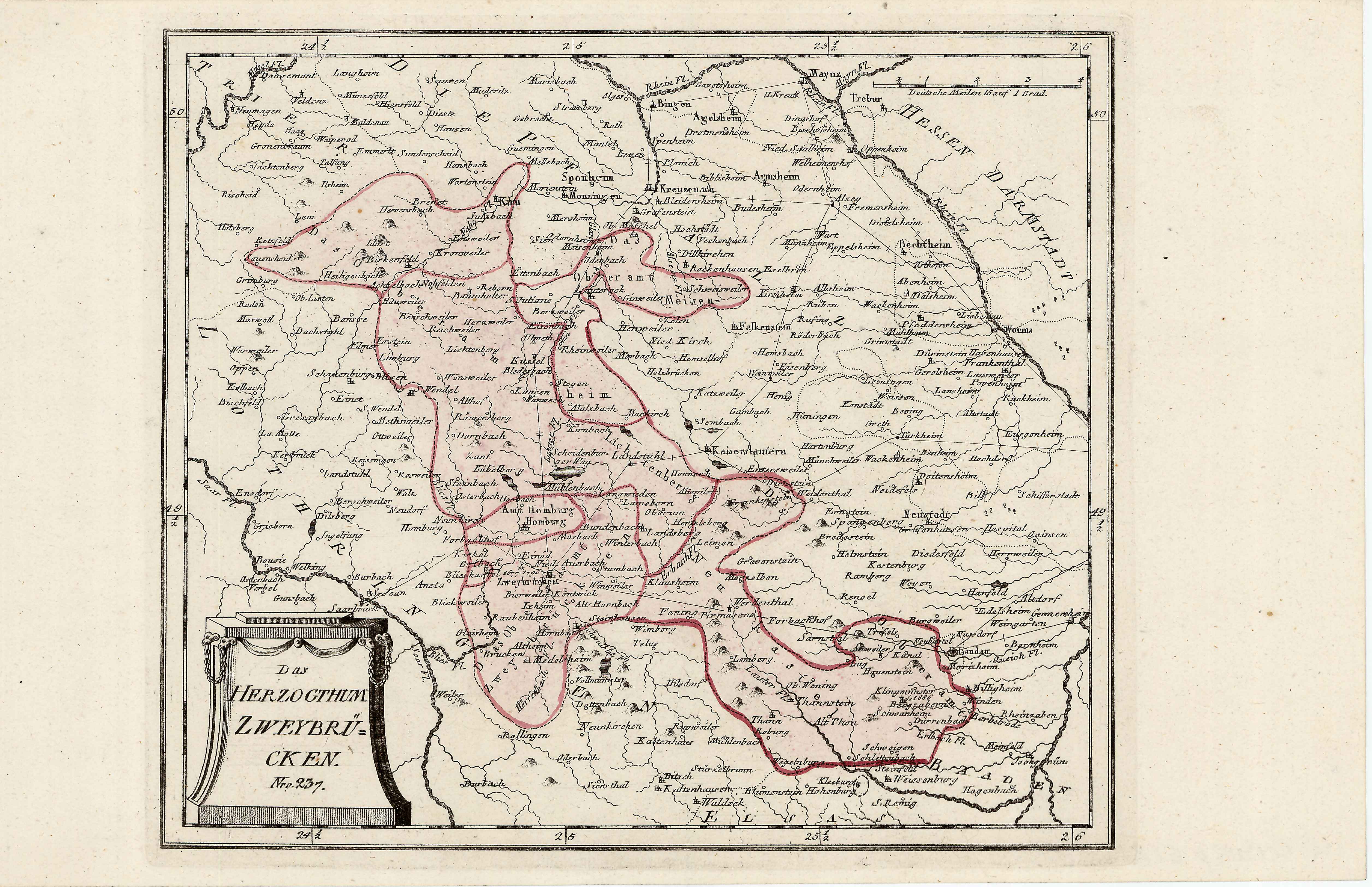
Das Herzogthum Zweybrücken (le duché de Deux-Ponts), Franz Johann Joseph von Reilly 1791.

Les ducs de Deux-Ponts, princes possessionnés, possédaient de nombreuses terres en Lorraine et en Alsace, cette dernière devenue province française d'Alsace en 1648 et étendue en 1680 : en particulier le comté de la Petite-Pierre et les bailliages de Seltz (bipontin en 1766, souveraineté française reconnue en 1768), de Bischwiller, de Gutemberg et de Hagenbach (ces deux derniers aujourd'hui en Allemagne). La souveraineté française sur d'autres bailliages bipontins, en particulier entre la Lauter et la Queich (dans l'actuel land allemand de Rhénanie-Palatinat) était disputée, comme pour ceux de Bad Bergzabern, Barbelroth, Wegelnbourg et Annweiler mais aussi au sud de la Lauter pour celui de Cleebourg où la souveraineté française n'est reconnue qu'en 1787.

### Période contemporaine
Les troupes révolutionnaires françaises s'emparèrent en 1792 du comté. Le traité de Lunéville en fit une partie du département du Mont-Tonnerre (chef-lieu : Mayence).
Le traité de Vienne en 1814 ne ressuscita pas le duché dont la plus grande partie fut restituée à son dernier duc, le roi Maximilien Ier de Bavière, le reste étant partagé entre les ducs de Saxe-Cobourg, de Hesse-Hombourg et d'Oldenbourg.
Maximilien Ier adjoignit à cette portion qui lui revint d'autres possessions bavaroises située sur la rive gauche du Rhin pour former le Palatinat rhénan en 1816.

## Ducs de Palatinat-Deux-Ponts
- 1410-1453 : Étienne de Bavière (Stefan), comte palatin et duc de Palatinat-Simmern-Deux-Ponts

### Ligne Palatinat-Deux-Ponts
- 1453-1489 : Louis Ier de Deux-Ponts (Ludwig I.) dit le Noir (der Schwarze), fils cadet d'Étienne
- 1489-1490 : Gaspard de Deux-Ponts (Kaspar), son fils
  - 1489-1514 : Alexandre de Deux-Ponts (Alexander der Hinkende), son frère
- 1514-1532 : Louis II de Deux-Ponts (Ludwig II.) dit le Jeune (der Jüngere), fils d'Alexandre
- 1532-1569 : Wolfgang de Bavière (Wolfgang), son fils
- 1569-1604 : Jean Ier de Deux-Ponts (Johann I. der Hinkende), son fils
- 1604-1635 : Jean II de Deux-Ponts (Johann II.) dit le Jeune (der Jüngere), son fils
- 1635-1661 : Frédéric de Deux-Ponts (Friedrich), son fils
  - 1661-1681 : Frédéric-Louis de Deux-Ponts (Friedrich Ludwig), son cousin

### Ligne Palatinat-Cleebourg

Armoiries des comtes palatins de Deux-Ponts vers 1720.

- 1681-1697 : Charles Ier (Karl I.), roi de Suède en tant que Charles XI
- 1697-1718 : Charles II (Karl II.), roi de Suède en tant que Charles XII
- 1718-1731 : Gustave Samuel Léopold de Palatinat-Deux-Ponts (Gustav Samuel Leopold)
- 1731-1733 : Interrègne

### Ligne Palatinat-Birkenfeld-Bischweiler
- 1734-1735 : Christian III de Deux-Ponts-Birkenfeld (Christian III.)
- 1735-1775 : Christian IV (Christian IV.)
- 1775-1795 : Charles II Auguste (Karl II. August)
- 1795-1797 : Maximilien Ier de Bavière (roi) (Maximilian Joseph)

## Source
- (de) Cet article est partiellement ou en totalité issu de l’article de Wikipédia en allemand intitulé « Pfalz-Zweibrücken » (voir la liste des auteurs).